# وجه البطة

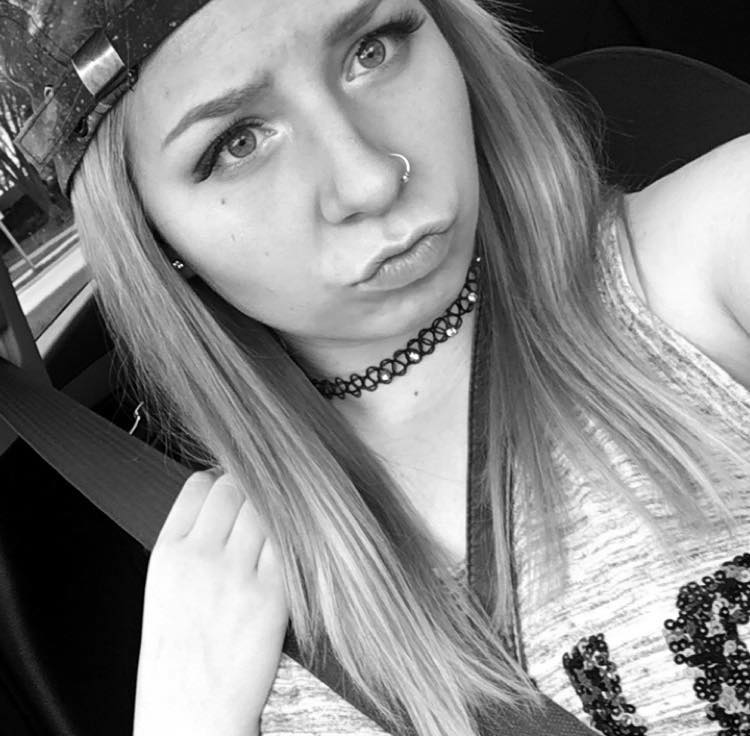
فتاة تقوم بوضع "وجه البطة"

وجه البطة (بالإنجليزية: Duck face)‏ هو تعبير وجهي يستخدم في بعض الصور الشخصية في الشبكات الاجتماعية.
غالبا ما تستخدم الفتيات وضع «بوز البطة» بهدف الدلال والظهور بصورة الفتاة الصغيرة التي لم تبلغ من العمر 16 عاماً، وفي بعض المواقف تستخدمها الفتيات لإخفاء عيوب في الأسنان أو الفم. كما أن هناك عدة تفسيرات لاهتمام الفتيات بهذه الصورة، أهمها أنها تعطي الوجه ملامح أكثر أنوثة عن طريق تكبير الشفتين وتصغير حجم الفم مع ضم الوجه، إلا أن نظرية الإثارة تأتي في المرتبة الأخيرة، حيث تعطي هذه الوضعية الانطباع بأن الفتاة مثيرة وجريئة.
أضاف موقع (OxfordDictionaries.com) «وجه البطة» ككلمة جديدة سنة 2014 إلى قائمة الكلمات الحديثة، ولكن لم تتم إضافته إلى قاموس أكسفورد الإنجليزي.